# Friedrich Miller

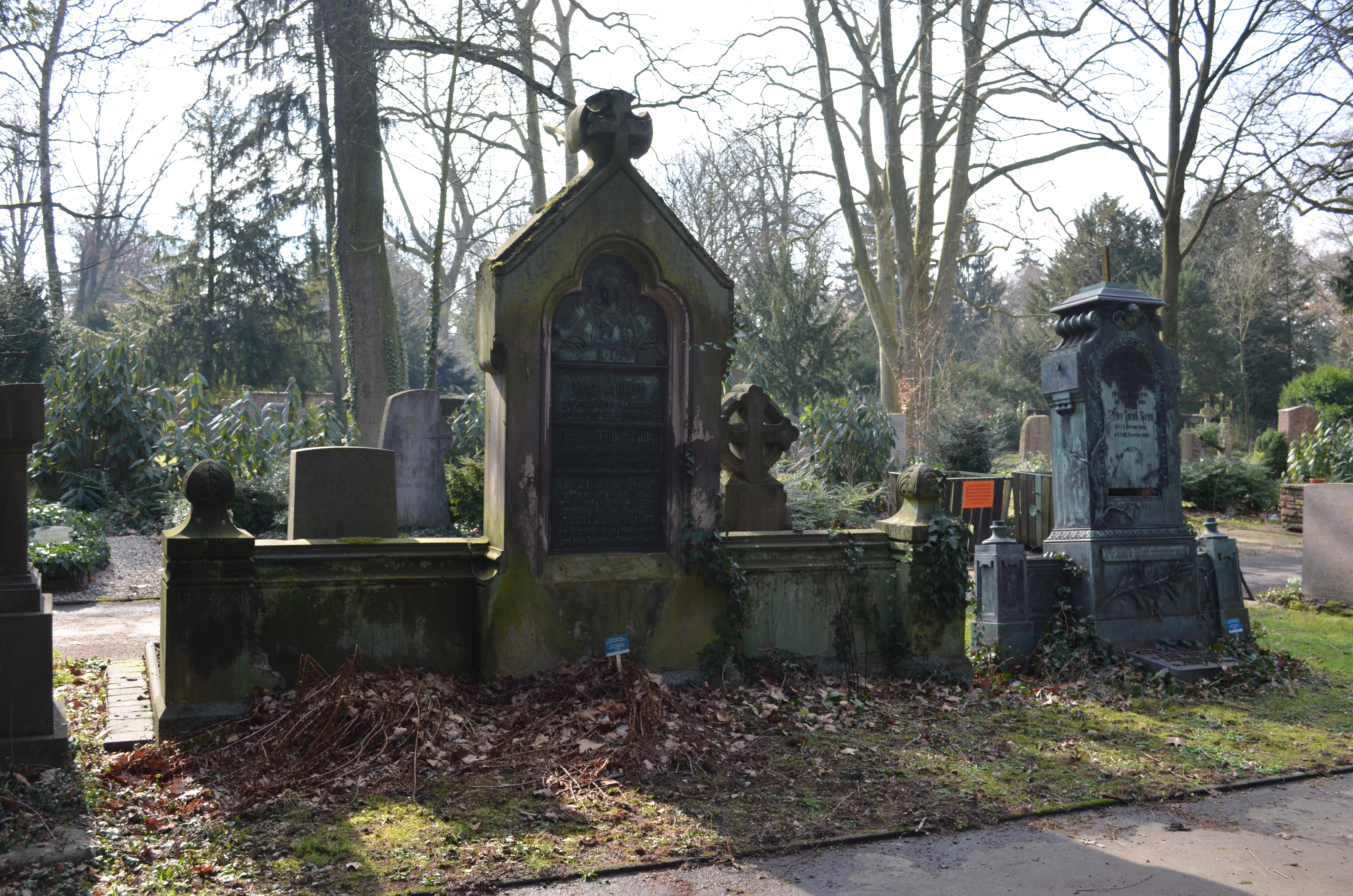
Grabstätte Familie Friedrich Miller und Lüthi, Hauptfriedhof Frankfurt

Friedrich Miller (* 23. Juli 1832 in Pirmasens; † 12. Juni 1892 in Frankfurt am Main) war ein deutscher Maschinenfabrikant.

## Genealogie
Sein Vater war Johann Michael Miller (1794-N.N.), Steuerbote in Pirmasens, dessen Eltern waren Johann Michael Miller (N.N.-1826) und Margarethe Bieber (N.N.-1813). Seine früh verstorbene Mutter Maria Magdalene (1811–1839) war die Tochter des Lottoeinnehmers Johann Hirsch (1773-N.N.) zu Grünstadt und der Barbara Braun (1784-N.N.). Friedrich Miller wuchs in nachnapoleonischer Zeit im beginnenden Industriezeitalter unter der Obhut seiner Stiefmutter auf, die sein Vater Johann Michael Miller 1840 in 2. Ehe heiratete. Seine Stiefmutter war Regina Weissert (1810-N.N.), selbst Tochter des Revierförsters Johann Adam Weissert (1775-N.N.) und der Katharina Elisabeth Göller (1790-N.N.) Friedrich Miller heiratete die 12 Jahre jüngere Rosa Müller (1844-N.N.). Ihre gemeinsame Tochter Rose Miller (1863–1918) war mit dem Schweizer Künstler, Glasmaler und Architekten Johann Albert Lüthi (1858–1903) verheiratet.

## Leben
Friedrich Millers Geburtsort Pirmasens gehörte von 1793 bis 1815 zu Frankreich. Nach Napoleons Niederlage kam die Stadt mit der übrigen Pfalz zu Bayern. Friedrich Miller taucht als 30-Jähriger in dem unmittelbar vor der freien Reichsstadt Frankfurt am Main liegenden kurhessischen Dorf Bockenheim als Ingenieur auf und gründete hier mit dem Kaufmann Ludwig Weber eine Eisengießerei und Schlosserei. Die Firma Weber & Miller beschäftigte zunächst 20 Arbeiter und stellte Eisengusswaren für den Haushalt wie Bettgestelle, Gartenmöbel, Wendeltreppen etc. her. Auch durch die positiven wirtschaftlichen Auswirkungen durch die erfolgreiche Annexion Kurhessens und der Stadt Frankfurt 1866 durch das Königreich Preußen entwickelte sich das Unternehmen Weber & Miller sehr gut und zählte schon nach wenigen Jahren 130 Mitarbeiter. Durch Millers fortdauernde Verbindungen zu seiner Geburtstagsstadt Pirmasens partizipierte er an deren besonderen wirtschaftlichen Entwicklungen speziell in der Schuhfertigung. So gründete 1838 Peter Kaiser in Pirmasens die älteste Schuhfabrik Deutschlands. Die Stadt entwickelte sich immer mehr zum Zentrum der deutschen Schuhindustrie. Daher nahm auch Friedrich Miller mit seiner Firma Weber & Miller 1870 die Herstellung von Säulennähmaschinen für Schuhmacher auf. Da in Bockenheim damals mehreren Betrieben Nähmaschinen bauten, war Weber & Miller anfangs zunächst als Eisengießer für ihre Gestelle tätig.
Sicher kannte Friedrich Miller aus Pirmasens bereits die Entwicklung der Nähmaschinen für die handwerksmäßige Schuhmacherei. Zweifellos kannte er auch die Pionierarbeit amerikanischer Erfinder auf dem Gebiet der Schuhmaschinen. 1874 stellte Weber & Miller die ersten Sohlendurchnähmaschinen nach dem „System McKay“ her und begann auch mit dem Bau von Gerbereimaschinen. Auf beide Gebiete war das Unternehmen seitdem spezialisiert und brachte Jahr für Jahr neue Entwicklungen heraus. Schon 1875 wurde eine Exzenterpresse mit Stanzmessern zum Ausstanzen von Ledersohlen gebaut. Bis 1880 wurde die Gerberei durch eine ganze Serie von Maschinen weitgehend mechanisiert. Gleichzeitig wurde unablässig an der Verbesserung der Schuhmaschinen gearbeitet. Die Holznagelmaschine „Velocitas 397“ und die Sohlenglättmaschine „Acme“ (beide 1883) stellten bedeutende Erfolge auf diesem Wege dar. 1885 folgte die Sohlendurchnähmaschine „Eclipse“. Mit der 1885 vorgestellten Durchnähmaschine „Allianz“ für Steppstich gelang eine bahnbrechende Entwicklung, die jahrzehntelang den Markt beherrschte. Sie vervollständigte das Firmenangebot zur Ausrüstung einer mechanisierten Schuhfabrik. An den erst 1877 eingeführten Reichspatenten scheint das Unternehmen wegen fehlender Konkurrenz nicht interessiert gewesen zu sein.

## Unternehmensexpansion

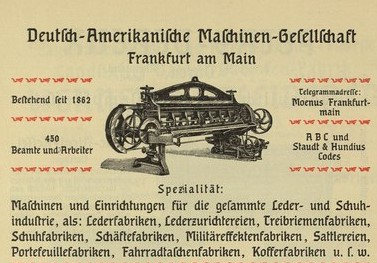
Deutsch-Amerikanische Maschinen-Gesellschaft 1900

Nach dem Tode des Mitgründers Ludwig Weber musste Friedrich Miller die Kapitalbasis des expandierenden Unternehmens vergrößern. Friedrich Miller nahm den jungen Alhard Ludwig Ferdinand Andreae (1861–1916) als Teilhaber auf. Er war ein Sohn des sehr vermögenden Frankfurter Bankiers Achilles Andreae (1820–88), einflussreicher Frankfurter Bürger und Abkömmling einer bekannten Frankfurter Hugenottenfamilie. Diese Familie zählte zur absoluten Oberschicht der damaligen Frankfurter Gesellschaft (s. a. Johannes Andreae (Kaufmann)). Die Familie Andreae bewog Friedrich Miller, die neu entstandene Firma Miller & Andreae 1889 in eine AG umzuwandeln. Zugleich startete die Expansion der AG mit der Übernahme der Schuhmaschinenfabrik C. S. Larrabee & Co., was zu einer beträchtlichen Erweiterung des Fabrikationsprogramms führte. Eine erneute Betriebserweiterung erfolgte 1890 durch die Eingliederung der Maschinenfabrik Gros & Co. in Oberursel (Taunus).
Nunmehr erwarb die Firma auch mehrere Patente. 1891 brachte sie für die Lederindustrie eine Bandmesserspaltmaschine heraus, die unter dem Namen „Dividora“ Weltruhm erlangte und noch nach fünf Jahrzehnten in vielen Produktionsstätten unentbehrlich war. 1892 baute man die ersten Ledermessmaschinen. Inwieweit Friedrich Miller an den zahlreichen in seiner Firma entwickelten Konstruktionen selbst beteiligt war, ist nicht mehr feststellbar. Bis zu seinem Tode 1892 war er Gesamtleiter des aus kleinen Anfängen zum Großbetrieb aufgestiegenen Unternehmens, das seinen Namen zunächst in „Deutsch-Amerikanische Maschinengesellschaft AG“ und 1900 in Maschinenfabrik Moenus AG änderte.
Diese entwickelte sich nach seinem Tod zu einem bedeutenden Unternehmen des Spezialmaschinenbaues, das schließlich als Holdinggesellschaft eine Gruppe verwandter Betriebe vereinte. Nach Unterlagen des Instituts für Stadtgeschichte (ISG) der Stadt Frankfurt lag das Firmengelände zunächst in der Kurfürstenstraße 60 in Bockenheim, gegenüber dem heutigen Westbahnhof. Später erfolgt der Umzug bzw. die Erweiterung in der Voltastraße. Diese ehemaligen Firmengrundstücke sind heute vollständig überbaut. Eine Wohnanlage für Arbeiter der Moenus AG, die sog. Arbeitersiedlung in der Voltastraße, die den Zweiten Weltkrieg überstanden hatte, wurde 2008 abgerissen und durch einen Neubau ersetzt. Die Moenus AG überstand beide Weltkriege, wurde aber im Jahr 2000 liquidiert. Namensträger war im Anschluss und bis 2007 eine Moenus Textilmaschinen GmbH in Gera, die dann von der Interspare GmbH übernommen wurde.

## Spuren
Die Spuren der Maschinenfabrik des Friedrich Miller sowie der nachmaligen Maschinenfabrik Moenus AG sind vollständig getilgt. Die Grabstätte der Familie Friedrich Miller hat sich auf dem Frankfurter Hauptfriedhof erhalten.
Friedrich Miller widmete seine ganze Kraft dem Unternehmen, privat hinterließ er kaum Spuren. Er war verheiratet mit Rosa Müller (* 1844 † N.N.) aus Hanau. 1863 wurde seine Tochter Rose geboren. 1872 gehörte er zu den Gründern einer Bau- und Sparvereins-AG und trat in deren Vorstand ein. Kurz vor seinem Tod am 12. Juni 1892 in der bis 1895 noch nicht eingemeindeten selbständigen Stadt Bockenheim, dem nachherigen Stadtteil von Frankfurt am Main, bezog er in einem neuerschlossenen Wohngebiet Frankfurt-Bockenheim eine Villa, in der auch seine Tochter Rose Miller (1863–1918) und sein Schwiegersohn, der Schweizer Glasmaler Johann Albert Lüthi (1858–1903) wohnten, bzw. Lüthi sein Büro unterhielt.
Der Firmenname lebt allerdings in der Vereinigung Frankfurter Briefmarkensammler „Moenus 1911“ e.V. weiter. Nach ihren Angaben geht die Vereinsgründung maßgeblich auf Beschäftigte der Maschinenfabrik Moenus zurück.